# Putridarium
Nei secoli scorsi, a Napoli, con "terresante" si indicavano i sepolcreti delle confraternite laicali ricavati negli ipogei ecclesiastici, bollati come una «barbara maniera di seppellire li cadaveri» dagli ispettori del Supremo Magistrato di Salute della città, che così le descrivevano nel 1779:

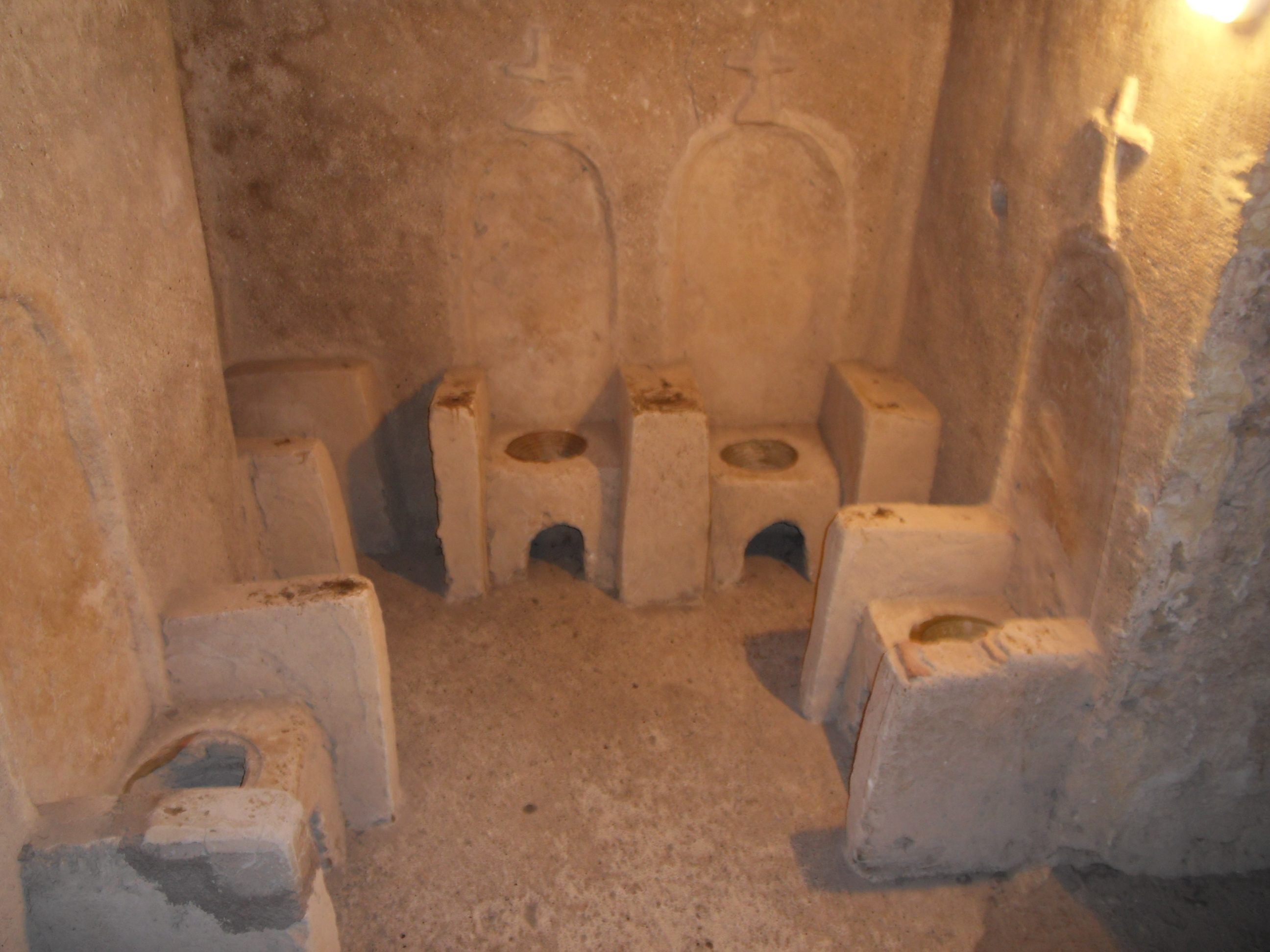
I sedili in pietra del putridarium del cosiddetto Cimitero delle Clarisse, presso il Castello Aragonese (Ischia).

«Sono queste ordinariamente sotto delle pubbliche Chiese, ed alcune a poca profondità, altre a livello delle strade, sulle quali sogliono avere le loro aperture […] In tanti piccioli parterre si seppelliscono li cadaveri in fossi che si cavano nel terreno, e colla terra li medesimi si coprono all’altezza di tre, o quattro palmi. Questa terra che cuopre li cadaveri si lascia smossa, e senza ne anche battersi. In questi ipogei o terresante ne' dì festivi si dice anche la Messa, e molto popolo vi concorre. Nel dì della commemorazione de' morti ànno il costume alcuni del volgo di andare a visitare li di loro congionti, ed amici nelle terresante, spogliarli delli cenci, e vestirli di nuovo. Dopo qualche mese di tempo, si scoprono li cadaveri, altri de quali si gittano nelle sepolture, ed altri si situano come per ornamento in alcune nicchie disposte intorno alle terresante medesime, ed ivi si lasciano proseguire la loro putrefazione (la quale è, come si è detto, di lunghissima durata), e diffondere per l’aria libera i loro mortiferi effluvi».
Il putridarium (plurale: putridaria), anche detto "colatoio dei morti", è un ambiente funerario "provvisorio", in genere sotterraneo (tipicamente, una cripta sotto il pavimento delle chiese), in cui i cadaveri dei frati (o delle monache) defunti venivano collocati entro nicchie lungo le pareti, seduti su appositi sedili-colatoio in muratura (cantarelle), ciascuno munito di un ampio foro centrale e di un vaso sottostante per il deflusso e la raccolta dei liquidi cadaverici e dei resti in via di decomposizione. Il putridarium veniva poi sigillato con una o più porte di massiccio metallo, per evitare che i miasmi si diffondessero.
Una volta terminato il processo di putrefazione dei corpi, le ossa venivano raccolte, lavate e trasferite nella sepoltura definitiva dell'ossario. In alcuni casi sono presenti delle mensole su cui venivano esposti i crani dei defunti.
Nel putridarium, il continuo modificarsi dell'aspetto esteriore del cadavere, che cedendo progressivamente le carni in disfacimento (l'elemento contaminante) si avvicinava sempre più alla completa liberazione delle ossa (simbolo della purezza), intendeva rappresentare visivamente i vari stadi di dolorosa "purificazione" affrontati dall'anima del defunto nel suo viaggio verso l'eternità, accompagnata dalle costanti preghiere di confratelli o consorelle.

## Putridaria in Italia
Ricollegabile per certi aspetti all'antica credenza della "doppia morte" e alla pratica della "doppia sepoltura", in Italia l'usanza dei putridaria si diffuse principalmente nel meridione (sostanzialmente nel territorio del Regno delle Due Sicilie), dove questi luoghi sono noti anche con il termine generico di "camere di mummificazione" o, più nello specifico, come "colatoi a seduta" (per distinguerli dai colatoi orizzontali) e, soprattutto nel napoletano, con il nome di "cantarelle". Ne esistono tuttavia esempi anche in altre regioni.
- Agrigento : chiesa di Santa Maria dei Greci
- Altavilla Silentina.Cripta Chiesa di San Biagio.
- Ariano Irpino: cripta del Museo diocesano
- Azzio (VA): cripta della Chiesa di Sant'Antonio e Sant'Eusebio[5]
- Cairate: chiesa "vecchia" del monastero di Santa Maria Assunta
- Caltanissetta: chiesa di San Sebastiano
- Castellammare del Golfo: Chiesa delle Anime Sante del Purgatorio
- Cerreto Sannita: Cripta sepoltura di San Rocco
- Chiaramonte Gulfi (RG): Cripta della Confraternita Maria SS. della Misericordia nella Chiesa Commendale del S.M.O.M dedicata a San Giovanni Battista
- Eboli: cripta di Santa Maria del Carmine
- Fiumedinisi: chiesa matrice
- Giarre:[6] cripte del camposanto vecchio (alle spalle del Duomo)
- Guglionesi (CB): Collegiata di Santa Maria Maggiore
- Ischia: cimitero delle clarisse presso il castello aragonese
- Lamezia Terme:[7] cripta chiesa di San Domenico
- Lecce[8][9] : cripta duomo di Lecce
- Lentini (Sr): chiesa di S. Alfio e S. Maria la Cava
- Matera: chiesa di San Pietro Barisano
- Milano: chiesa di San Bernardino alle Ossa
- Monopoli: Chiesa di Santa Maria del Suffragio e delle Anime del Purgatorio
- Monteforte Irpino: chiesa di San Martino
- Napoli: catacombe di San Gaudioso, sotto la basilica di Santa Maria della Sanità
- Napoli: chiesa di Santa Maria Antesaecula
- Napoli. Chiesa di Santa Luciella
- Napoli. Chiesa della Trinità dei Pellegrini (https://museodeipellegrini.it/terrasanta/)
- Napoli: chiesa di Santa Maria delle Anime del Purgatorio ad Arco
- Napoli: Basilica santuario di Santa Maria del Carmine Maggiore
- Napoli: chiesa di Sant'Anna dei Lombardi
- Oppido Lucano: chiesa matrice dei Santi Pietro e Paolo
- Palagonia: eremo di santa Febronia
- Palermo: catacombe dei Cappuccini
- Palermo: oratorio del Carminello
- Palmi: Chiesa del Santissimo Crocifisso
- Paludi (CS): Chiesa di San Clemente
- Piazza Armerina: chiesa della Madonna del Carmine
- Pizzo Calabro: Chiesa del Purgatorio e di Maria SS. Delle Grazie
- Riposto: chiesa della Madonna della Lettera
- Roma: cripta della basilica di Sant'Andrea delle Fratte
- San Marco d'Alunzio: ipogeo nella chiesa dell'Aracoeli
- Sant'Agata de' Goti: cripta della chiesa di Sant'Angelo de Munculanis
- Savoca: cripta della chiesa di Santa Maria in Cielo Assunta
- Solofra: cripta della collegiata di San Michele Arcangelo (Solofra)
- Taranto: ipogeo di Palazzo Spartera (ex convento dei Frati Olivetani)
- Tramonti: cripta del monastero dei Santi Giuseppe e Teresa a Pucara
- Soriano Calabro Cripta Convento San Domenico di Soriano Calabro
- Siracusa: cripta della chiesa di San Sebastianello (Artemision)
- Buscemi (SR): Chiesa di Sant'Antonio di Padova
- Trani: cripta della chiesa di San Rocco
- Trani: cripta della chiesa di Santa Maria di Dioniso
- Troina: cripta di Santa Lucia nella Chiesa del Santissimo Sacramento
- Tusa: sepolcro della Confraternita del Santissimo Sacramento nella chiesa madre
- Valenza Po: chiesa della Santissima Annunziata

La pratica religiosa cominciò ad essere osteggiata dalle autorità cattoliche ufficiali dopo il Concilio di Trento (1563). Tuttavia, ancora nel Settecento e Ottocento, mentre l'inumazione andava sempre più diffondendosi tra le classi povere, per le élite privilegiate laiche ed ecclesiastiche rimasero in uso, accanto alla mummificazione, i colatoi per la decomposizione e scheletrizzazione dei cadaveri. Essi scomparvero solo all'inizio del XX secolo, in seguito a una più rigorosa applicazione delle norme igieniche e sanitarie.